# Незнакомка из Сены
Незнако́мка из Се́ны (фр. L’Inconnue de la Seine) — неопознанная девушка, найденная в реке Сене, с лица которой был выполнен гипсовый слепок. Впоследствии он стал знаменит как образец женской загадочности и красоты.

## История
Тело молодой девушки было найдено в Сене, близ набережной Лувра, в конце XIX века. На нём не было обнаружено никаких следов насилия, поэтому в качестве наиболее вероятной причины смерти было предположено самоубийство. Тело было отправлено в морг для последующего опознания. В то время около двух третей трупов, привозившихся в парижский морг, были утопленниками, извлечёнными из Сены; они выставлялись в специальной витрине, где любой прохожий мог рассмотреть и попытаться опознать их. Согласно легенде, патологоанатом в морге был так очарован внешностью девушки, чью красоту не тронуло разложение и на чьих губах, казалось, застыла улыбка, что он распорядился снять с её лица гипсовый слепок. Впоследствии со слепка были сделаны копии, и они поступили в продажу в качестве предмета искусства.
Тело девушки так и не было опознано. Позднее неоднократно предпринимались попытки установить её личность, однако они ни к чему не привели. Неизвестна и точная дата находки тела: впервые слепок упоминается в новелле Ричарда ле Гальенна, написанной в 1898 году и опубликованной в 1900 году, однако возможно, что утопленница была найдена намного раньше. Исследователи отмечают, что её причёска характерна скорее для 1860-х годов; другие полагают, что обнаружение тела имело место в 1870-х или 1880-х годах.
Более того, сама история появления слепка нередко ставится под сомнение. Так, Клэр Форестье, потомок владельцев лавки, где был продан первый слепок, утверждает, что он не мог быть сделан с мёртвого человека. На её взгляд, моделью послужила живая девушка не старше 16 лет. Существует и другая версия его происхождения. Согласно воспоминаниям французского художника XIX века Жюля Лефевра, примерно в 1875 году он снял гипсовый слепок с лица прекрасной девушки, умершей от туберкулёза (или, по другим сведениям, от отравления опиумом). Девушка была его натурщицей, но её имени Лефевр в своих воспоминаниях не приводит.

## В культуре
На протяжении нескольких лет в Париже распространились многочисленные копии слепка, которые стали модным атрибутом в богемном обществе. Культ «незнакомки» начался в 1890-х годах и достиг своего пика в 1920-х — 1930-х годах; её образ остаётся притягательным и в наше время. Писатели, поэты, художники и фотографы черпали в нём вдохновение и посвящали незнакомке свои работы.
Альбер Камю сравнивал её улыбку с улыбкой Моны Лизы. Одноимённые рассказы незнакомке из Сены посвятили Жюль Сюпервьель (1931) и Клэр Голль (1936). Герой «Записок Мальте Лауриса Бригге» Рильке ежедневно любуется выставленной в лавке маской и описывает «лицо юной утопленницы, отлитое в морге за то, что оно так прекрасно и улыбается странной, обманной улыбкой, будто улыбкой знанья». Поэт и культурный критик Аль Альварес писал в своей книге, посвящённой самоубийству, что целое поколение немецких модниц сверяло свою внешность с ней как с идеалом. По заказу Луи Арагона Ман Рэй сделал серию фотографий и фотоколлажей с гипсового слепка. Морис Бланшо держал копию маски у себя дома; по его словам, юная утопленница улыбается такой живой и светлой улыбкой, что кажется, будто она умерла в момент наивысшего счастья. Фотограф Альберт Рудомин использовал маску для создания фотографии, названной им «Неизвестная Богоматерь из Уркского канала» (фр. La Vierge inconnue du canal de l'Ourcq, 1927), в которой он совместил черты незнакомки и Девы Марии.
Владимир Набоков посвятил неизвестной утопленнице стихотворение «L’Inconnue de la Seine» (1934), открывающееся следующими строфами:
     Торопя этой жизни развязку,

     не любя на земле ничего,

     все гляжу я на белую маску

     неживого лица твоего.

     В без конца замирающих струнах

     Слышу голос твоей красоты.

     В бледных толпах утопленниц юных

     Всех бледней и пленительней ты.

## Resusci Anne
В 1955 году норвежец Осмунн Лердал, владелец крупной фирмы игрушек, спас жизнь своему утопавшему сыну, вовремя вытащив его из воды и сделав ему искусственное дыхание. Поэтому он охотно откликнулся, когда к нему обратились с заказом на манекен, необходимый для обучения технике сердечно-лёгочной реанимации. Лердал хотел придать манекену естественные черты; кроме того, он считал, что обучаемым будет менее неприятно работать с женским манекеном. Ему вспомнилась маска Незнакомки, висевшая в доме его бабушки и дедушки, и он решил придать манекену её черты. Манекен-тренажёр получил имя Resusci Anne («Воскреси Анну»). Подобные манекены широко используются при обучении спасателей методам реанимации, например «рот в рот», в связи с чем утопленница получила неофициальный титул «самой целуемой девушки в мире».